# Râul Valea din Pustă
Râul Valea din Pustă este un curs de apă, afluent al râului Veljul Negreștilor. 

## Hărți
- Harta munții Apuseni